# Viola Falkenberg
Viola Falkenberg (* 1961 in Hamburg) ist eine deutsche Journalistin, Buchautorin und Dozentin.

## Leben
Falkenberg wuchs in Hamburg auf. Sie volontierte bei den Harburger Anzeigen und Nachrichten in Hamburg und absolvierte das „Journalisten-Weiterbildungsstudium“ an der Freien Universität Berlin.
Als freie Journalistin arbeitete sie mit den Schwerpunkten Wirtschafts- und Sozialpolitik für Zeitungen (vom Deutschen Allgemeinen Sonntagsblatt bis zu die tageszeitung), Fachzeitschriften (von „Der Kassenarzt“ bis zu den VDI nachrichten) und öffentlich-rechtliche Hörfunkredaktionen (u. a. Bayerischer Rundfunk, Norddeutscher Rundfunk, RIAS Berlin, Südwestfunk) sowie als Redakteurin beim Fachinformationsdienst „Arbeit & Ökologie“ in Frankfurt.
Falkenberg arbeitet bundesweit als Dozentin für Pressearbeit.
2004 gründete sie den Viola Falkenberg Verlag in Bremen, der Bücher zum Thema Public Relations/Öffentlichkeitsarbeit herausgibt, und 2008 die „Akademie für Pressearbeit – Pressada“, in der sie Schreib- und Medientrainings sowie eine Ausbildung Pressearbeit anbietet. 2016 stellte sie infopoint-bremen.de online mit mehrsprachigen Medienangeboten für Flüchtlinge. Im selben Jahr wurde sie mit der Idee zum „Bremer Medienscout“ für die Diversityidee des Jahres nominiert.

## Mitgliedschaften
- stellvertretende Vorsitzende des Rundfunkrats von Radio Bremen 2020–2021[1]
- Vorsitzende des Hörfunkausschusses 2004–2008
- Mitglied des Rundfunkrates 2000–2009, 2018–2021
- Deutsche Gesellschaft für Publizistik- und Kommunikationswissenschaft (DGPuK)

## Veröffentlichungen (Auswahl)
- Viola Falkenberg: Wissenschaftskommunikation: Vom Hörsaal ins Rampenlicht. Mit Übungen und Checklisten, Stuttgart 2021, ISBN 978-3-8252-5670-8
- Viola Falkenberg: Das kleine A–Z der Pressearbeit. Handbuch und Lexikon der 100 wichtigsten Fachbegriffe mit Arbeitsschritten und Merksätzen, Bremen 2011, ISBN 978-3-937822-45-7
- Viola Falkenberg: Pressemitteilungen schreiben. In 10 Schritten zum professionellen Pressetext, F.A.Z-Institut Frankfurt, 7. vollständig überarbeitete und aktualisierte Auflage 2014, ISBN 978-3-95601-021-7
- Viola Falkenberg: Im Dschungel der Gesetze. Leitfaden Presse- und Öffentlichkeitsarbeit, Bremen 2004, ISBN 3-937822-59-3.
- Viola Falkenberg: Interviews meistern, F.A.Z-Institut, Frankfurt 1999, ISBN 3-927282-80-4 (koreanische Ausgabe: 2001)
- Viola Falkenberg: Evaluation der Qualität von Pressearbeit, https://www.akademie-pressearbeit.de/images/evaluation_der_qualitaet_von_pressearbeit.pdf von September 2001.
- Viola Falkenberg: Briefe, Faxe, E-Mails, Haufe, 2003 (finnische Ausgabe: 2005, russische Ausgabe: 2006)